# Cvjetko Milanja
Cvjetko Milanja (Zaglav, 1943.), hrvatski književni povjesničar i književni teoretičar, član suradnik HAZU od 2016. godine.

## Životopis
Rođen je 1943. u Zaglavu (Dugi otok). Diplomirao je grupe Jugoslavenski jezici i književnosti te Talijanski jezik i književnost. Doktorsku disertaciju o Janku Poliću Kamovu obranio je 1978. godine. 
U razdoblju 1976. – 2008. godine radi na zagrebačkom Filozofskom fakultetu; od 1997. kao redoviti profesor. Bio je predsjednik III. hrvatskog međunarodnog slavističkog kongresa u Zadru (2002.). 
Za svoj znanstveni doprinos primio je Nagradu HAZU za 2001. godinu i Godišnju nagradu za znanost 2002. Odlikovan je Redom Danice hrvatske 2003. godine. Područje Milanjina znanstvenog interesa podjednako je književnopovijesna i književnoteorijska problematika. Od važnijih priloga hrvatskoj književnoj historiografiji ističu se studija o Tadijanovićevu pjesništvu, monografije o Jakši Čedomilu i Janku Leskovaru kao i studija o najnovijoj hrvatskoj prozi, a osobito Pjesništvo hrvatskog ekspresionizma. 
Najvažnije Milanjino djelo je kapitalna sinteza suvremene hrvatske poezije u četiri sveska (Hrvatsko pjesništvo od 1950. do 2000., I-IV, 2000. – 2012.). Bogata i raznovrsna bibliografija prof. dr. Cvjetka Milanje potvrđuje da je riječ o vrijednom i afirmiranom stručnjaku na području hrvatske književne historiografije i teorije književnosti.